# 남류큐어군
남류큐어군(南琉球諸語)은 사키시마 제도에 분포하는 류큐어파의 어군이다. 류큐어파 내에서 더 북부에 분포하는 북류큐어군과 대립한다. 크게 미야코 제도에서 쓰이는 미야코어와 야에야마 제도에서 쓰이는 야에야마어 및 요나구니어로 이루어진다.

## 분류

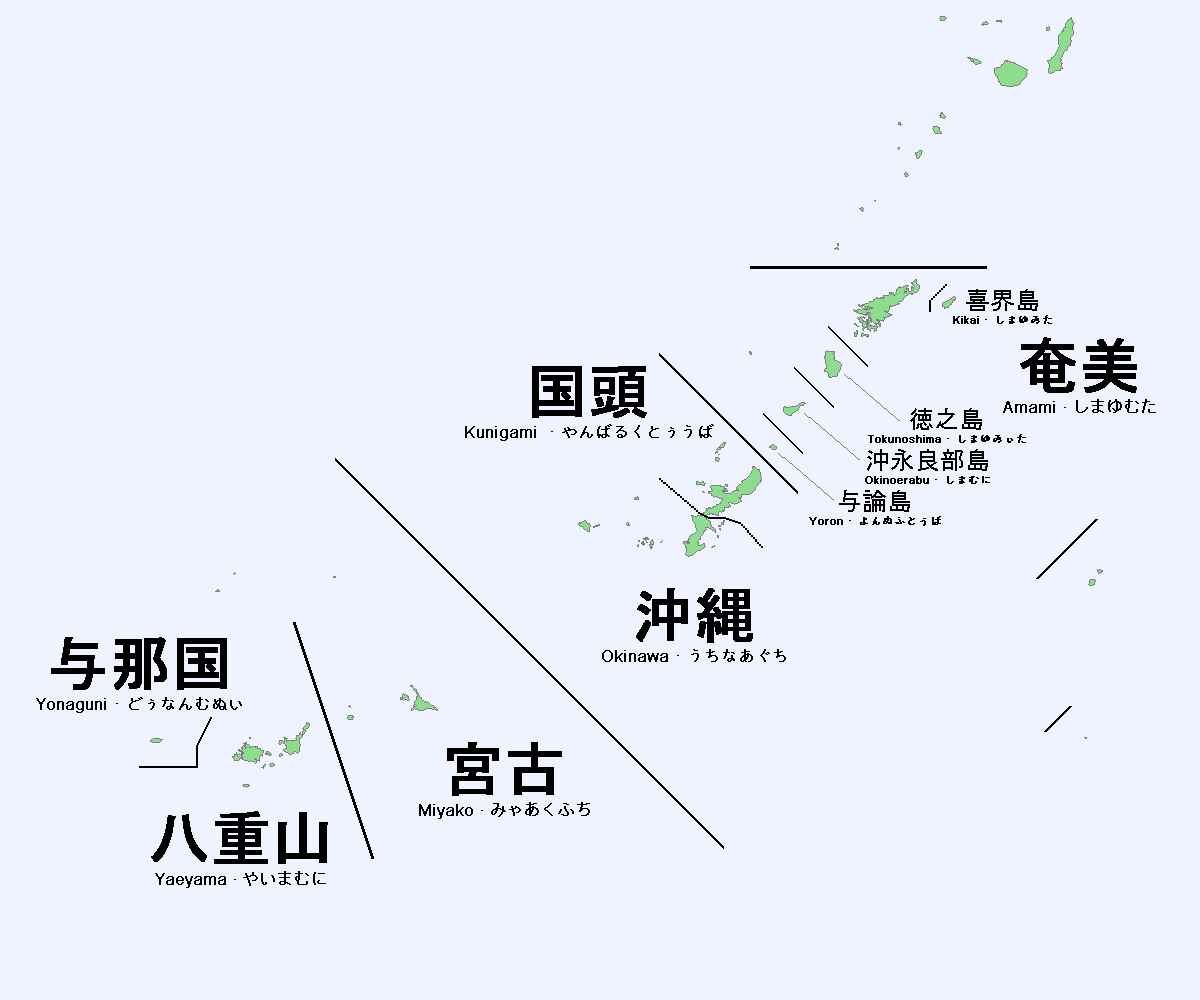
남부의 세 언어가 남류큐어군에 해당한다.

- 미야코어
- 야에야마 제어
  - 야에야마어
  - 요나구니어

## 같이 보기
- 북류큐어군